# فاروا (جنس)
الفاروا (الاسم العلمي: Varroa) هي جنس من المفصليات يتبع الفصيلة الفارواوية من رتبة متوسطات الفوهات. يهاجم طوائف نحلة العسل ويمتص دم الذكور والحضنة والشغالات فيسبب خسائر كبيرة في الإنتاج، كان الباحث الروماني (ماركوس فاروا) هو أول من أطلق عليه هذا الاسم وقد كان ماركوس أيضا مربياً للنحل.
يحمل الفاروا ثمانية أرجل ويمشي شمالاً ويميناً ويتوقف كثيراً ويهرب من الضوء ويمكن رؤيته بالعين المجردة.

## الأنواع
جنس الفاروا يحتوي على الأنواع التالية:
- الفاروا المدمرة (الاسم العلمي:Varroa destructor) وهي منتشر في جميع أرجاء العالم
- الفاروا الجاكوبسونية (الاسم العلمي: Varroa jacobsoni ) نسبة إلى الباحث الهولندي إدوارد جاكوبسون (بالإنجليزية: Edward Jacobson)‏ 1870-1944
- الفاروا الريندررية (الاسم العلمي: Varroa rindereri) نسبة إلى الباحث الأمريكي توماس ريندرر (بالإنجليزية: Thomas E Rinderer)‏
- الفاروا السينهاوية (الاسم العلمي: Varroa sinhai) نسبة إلى الباحث الهندي ر. ن. سينها (بالإنجليزية: R N sinha)‏
- الفاروا الونجسيرية (الاسم العلمي: Varroa wongsirii) نسبة إلى الباحث التايلندي سيروات ونجسيري (بالإنجليزية: Siriwat Wongsiri)‏.